# Xylophagidae
Xylophagidae è una piccola famiglia di Insetti dell'ordine dei Ditteri (sottordine Brachycera). Tradizionalmente annoverati fra il raggruppamento dei Brachiceri primitivi, gli Orthorrhapha, nella classificazione filogenetica rappresentando l'unica famiglia dell'infraordine Xylophagomorpha. Devono il loro nome all'habitat delle larve, che si rinvengono nel legno di alberi morti o deperiti.

## Descrizione
L'adulto è di piccole o medie dimensioni, con corpo lungo da 2 a 25 mm, esile e slanciato (es. Xylophagus) oppure piuttosto robusto (es. Coenomyia). La livrea ha in genere colore nerastro, talvolta nero e giallo o nero e bruno, oppure uniformemente giallastro. Gli adulti del genere Xylophagus, per la loro forma e la livrea, ricordano gli Imenotteri Icneumonidi. Il tegumento è rivestito da una corta peluria ma sono del tutto assenti le setole.
Il capo è provvisto di ocelli e grandi occhi, oloptico o dicoptico nei maschi, dicoptico nelle femmine. Le antenne sono in genere del tipo primitivo, composte da 9-10 articoli e con flagellomeri a forma di anello; l'ultimo flagellomero breve e arrotondato. In Dialysis, il flagello è aristato, mentre in Rachicerus, comprendente la maggior parte delle specie della famiglia, le antenne hanno una conformazione inusuale fra i Brachiceri: sono infatti composte da oltre 20 segmenti e hanno una conformazione del tipo pettinato, per la presenza di un breve processo in corrispondenza di ogni antennomero. L'apparato boccale, di tipo lambente-succhiante, presenta vistosi palpi mascellari di forma clavata. Il torace è dorsalmente convesso, porta zampe provviste di speroni in tutte le tibie e ali membranose, in fase di riposo ripiegate orizzontalmente sull'addome e reciprocamente sovrapposte. L'addome è largo e affusolato (es. Coenomyia) oppure più o meno sottile e allungato (es. Xylophagus).
La nervatura alare mostra la costa sviluppata sull'intero margine ad eccezione di Rachicerus, in cui si estende solo fino all'apice dell'ala. subcosta strettamente ravvicinata alla radio. Quest'ultima è suddivisa in quattro branche, con vena R2+3 indivisa, biforcazione R4+5 con rami nettamente divergenti e R5 confluente all'apice dell'ala. media suddivisa in quattro branche distinte, con vena trasversa media (m-m) che chiude una cellula discale e cellula m3 aperta. Fa eccezione il genere Rachicerus, nel quale i rami M3 e M4 convergono in una breve vena terminale delimitando perciò una cellula m3 chiusa. La cubito e la prima anale convergenti in una breve vena terminale in prossimità del margine.
| |  |
| Schema della nervatura alare. A sinistra: Xylophagidae, esclusi Rachicerus sp. A destra: Rachicerus sp. Legenda: Nervature longitudinali: C: costa; Sc: subcosta; R: radio; M: media; Cu: cubito; A: anale. Nervature trasversali: h: omerale; r-m: radio-mediale; m-m: mediale; m-cu: medio-cubitale. Cellule: d: discale; m3: cellula M3; cup: cellula cup. |  |

La larva è apoda ed eucefala, con capo di forma conico-allungata e fortemente sclerotizzato. Sono inoltre presenti placche sclerificate sul torace e sull'ultimo segmento addominale. La pupa è anoica.

## Biologia
L'habitat degli Xylophagidae è forestale, spesso in prossimità di corsi d'acqua. Le larve, predatrici, si sviluppano sotto la corteccia degli alberi morti o deperiti e si ritiene si nutrano di insetti xilofagi. Gli adulti frequentano lo stesso habitat, in prossimità dei siti di sviluppo, ed hanno regime dietetico glicifago.

## Sistematica e filogenesi
La posizione sistematica e la suddivisione di questa famiglia, storicamente, è stata alquanto incerta, in particolare per quanto concerne le relazioni tassonomiche e le affinità morfologiche fra gli Ortorrafi associati al legno (Xylomyidae, Xylophagidae e, entro certi limiti, Pantophthalmidae). Solo l'analisi filogenetica ha dato migliori informazioni separando distintamente gli Xylophagidae dagli Stratiomyomorpha.
Dal punto di vista filogenetico, gli Xylophagidae sono in relazione con i Tabanomorpha, con i quali formano un clade monofiletico in base ad alcune sinapomorfie relative agli organi genitali esterni del maschio. Questo clade è a sua volta in relazione con quello corrispondente all'infraordine degli Stratiomyomorpha distinguendo il complesso dei Brachiceri inferiori dai Muscomorpha.
|  | \| \| Xylophagomorpha \| \| \| \| \| \| Tabanomorpha \| \| \| \| |
|  |                                                                  |
|  | Stratiomyomorpha                                                 |
|  |                                                                  |
|  | Xylophagomorpha                                                  |
|  |                                                                  |
|  | Tabanomorpha                                                     |
|  |                                                                  |

|  | Xylophagomorpha |
|  |                 |
|  | Tabanomorpha    |
|  |                 |

|  | \| \| Xylophagomorpha \| \| \| \| \| \| Tabanomorpha \| \| \| \| |
|  |                                                                  |
|  | Stratiomyomorpha                                                 |
|  |                                                                  |
|  | Xylophagomorpha                                                  |
|  |                                                                  |
|  | Tabanomorpha                                                     |
|  |                                                                  |

|  | Xylophagomorpha |
|  |                 |
|  | Tabanomorpha    |
|  |                 |

La famiglia comprende circa 130 specie. Sotto l'aspetto tassonomico, in passato ricorrevano schemi tassonomici che separavano diversi generi in più famiglie, ma la maggior parte degli Autori concorda attualmente nell'inquadramento della famiglia degli Xylophagidae come unico gruppo sistematico compreso nella superfamiglia degli Xylophagoidea e nell'infraordine degli Xylophagomorpha. Alcune fonti tendono tuttavia a considerare distinta la sottofamiglia dei Coenomyiinae e scorporata in più taxa al rango di famiglie. La suddivisione interna più accreditata contempla tre sottofamiglie oltre ad un genere monotipico di collocazione incerta:
- Sottofamiglia Coenomyiinae. Comprende 36 specie ripartite fra 5 generi: Arthropeas (6 specie), Coenomyia (4), Dialysis (17), Exeretonevra (4), Odontosabula (5 specie).
- Sottofamiglia Rachicerinae. Comprende 70 specie, tutte appartenenti all'unico genere Rachicerus.
- Sottofamiglia Xylophaginae. Comprende il solo genere Xylophagus con 26 specie.
- Incertae sedis. Concerne il genere Heterostomus comprendente una sola specie.

Le poche specie fossili descritte in questa famiglia risalgono al Cenozoico.

## Distribuzione
La famiglia ha un'ampia distribuzione, comprendendo specie rappresentate in quasi tutte le regioni, con l'eccezione della Nuova Zelanda e della Regione afrotropicale. La più ampia distribuzione si ha per il genere Rachicerus, rappresentato principalmente nelle regioni tropicali della regione orientale, della regione neotropicale e di quella australasiana, ma presente anche nella regione oloartica, con sei specie paleartiche e nove neartiche. Il genere Xylophagus ha distribuzione oloartica, con l'eccezione di una specie neotropicale. Distribuzione oloartica hanno anche i generi Dialysis e Arthropeas. Gli altri generi hanno invece diffusione limitata a specifiche regioni: Odontosabula e Coenomyia sono prevalentemente asiatiche, con l'eccezione di Coenomyia ferruginea, presente in Nordamerica ed Europa, Heterostomus è endemico del Cile, Eterexonevra endemico dell'Australia e della Tasmania.
In Europa sono presenti solo sei specie, di cui cinque appartenenti al genere Xylophagus, oltre alla già citata Coenomyia ferruginea. La presenza della famiglia in Italia non è documentata dalla banca dati di Checklist of Italian Fauna, ma Fauna Europaea segnala la presenza, nella sola penisola, di Coenomyia ferruginea, Xylophagus cinctus e Xylophagus kowarzi.